# Hirticollis hispidus
Hirticollis hispidus is een keversoort uit de familie snoerhalskevers (Anthicidae). De wetenschappelijke naam van de soort is voor het eerst geldig gepubliceerd in 1792 door Rossi.